# Schrankia simplex
Schrankia simplex là một loài bướm đêm trong họ Erebidae.